# Live (álbum de Usher)
Live é um álbum ao vivo do cantor Usher, lançado em 23 de março de 1999 pela gravadora LaFace Records. Inclui todas as canções anteriores do cantor até aquele momento de sua carreira. Levou o certificado de disco de ouro nos Estados Unidos consequentemente vendendo mais de 500,000 cópias.

## Faixas
| N.º | Título                                     | Duração |  |
| 1.  | "My Way"                                   | 3:36    |  |
| 2.  | "Think of You"                             | 2:15    |  |
| 3.  | "Come Back"                                | 2:14    |  |
| 4.  | "Just Like Me" (cover de Lil' Kim)         | 3:24    |  |
| 5.  | "Don't Be Cruel" (Intro)                   | 1:04    |  |
| 6.  | "Every Little Step"                        | 1:53    |  |
| 7.  | "Rock Wit'cha"                             | 1:41    |  |
| 8.  | "Roni"                                     | 1:55    |  |
| 9.  | "Pianolude"                                | 3:32    |  |
| 10. | "I Need Love" (cover de LL Cool J)         | 0:32    |  |
| 11. | "Tender Love" (cover de Amyth)             | 1:13    |  |
| 12. | "Bedtime"                                  | 7:06    |  |
| 13. | "Nice and Slow"                            | 6:30    |  |
| 14. | "You Make Me Wanna"                        | 5:48    |  |
| 15. | "My Way" (JD's Remix)                      | 3:38    |  |
| 16. | "Nice and Slow" (B-Rock's Basement Mix)    | 4:03    |  |
| 17. | "You Make Me Wanna" (Tuff & Jam Dance Mix) | 6:47    |  |